# Abadía de Remiremont
La abadía de Remiremont (en francés: Abbaye de Remiremont dite Insigne Église collégiale et séculière de Saint-Pierre) fue una antigua abadía benedictina (620–1790) situada en el departamento de los Vosgos, posteriormente convertida en hogar de canonesas seculares o damas nobles.
Fue también un principado eclesiástico del Sacro Imperio Romano, por lo tanto uno de esos micro-estados característicos del Sacro Imperio Romano con derecho a la justicia alta, media y baja. Antes de convertirse en principado imperial, la abadía de las mujeres como la de hombres estaba bajo la tutela del Obispo de Toul y del metropolitano, Arzobispo de Trier. 
Desde el 29 de diciembre de 1983, la iglesia –incluyendo su cripta– está clasificada en el título de los monumentos históricos. Se conservan aun hoy parte de la imponente arquitectura de la antigua abadía en Remiremont como la iglesia de Nuestra Señora de Remiremont, el antiguo palacio abacial, ahora el Ayuntamiento, y unos catorce casas particulares de canónigos.

## Origen
La abadía fue fundada hacia 620 por San Romarico, señor de la corte de Clotario II, sobre un antiguo oppidum romano.
Romarico estableció en principio dos comunidades en su territorio del Condado de Habend: monjes en el valle y monjas en el palacio del monte Habend, el actual Saint-Mont, que domina la ciudad de Remiremont. Dedicó este doble monasterio a San Pedro. Los primeros abades fueron San Amado y San Romarico, siguiendo la austera regla de San Columbano. Entre las abadesas del monasterio de monjas se cuentan las santas Mactefelda, Clara y Gebetruda. El obispo Arnulfo de Metz, progenitor de las dinastías pipínida y carolingia, murió en su área de influencia y estuvo enterrado en el monasterio hasta que sus restos fueron trasladados a la catedral de Metz.
Tras las invasiones de los hunos y los godos, en 818 se edificó un convento fortificado en la confluencia de los ríos Mosela y Moselotte. En 910, las religiosas, amenazadas por las incursiones magiares, se refugiaron en Remiremont, que se desarrolló alrededor de una ciudad de los reyes francos, y en el siglo XI se instalaron en dicho lugar definitivamente, adoptando la regla de san Benito, menos severa. En 1057, un violento incendio destruyó el monasterio. En ese mismo siglo, la abadía recibió del papa el privilegio de exención, que la ponía bajo jurisdicción espiritual directa de la Santa Sede, mientras que el emperador le concedió el de inmediación imperial, que la hacía dependiente temporal y espiritual directa del emperador germánico. De esta forma, la abadía adquirió el prestigioso título de abadía imperial y real del Santo Imperio.
Hacia finales del siglo XIII las religiosas abandonaron la regla de San Benito y obtuvieron del papa su secularización según el derecho canónico, convirtiéndose en canonesas de un capítulo de damas nobles.
El 12 de mayo de 1682, un temblor de tierra hace caer la bóveda del crucero. El rey Luis XIV, cuyo ejército ocupa en ese momento el ducado de Lorena, realiza un donativo de 6000 libras para la reconstrucción de la abadía.

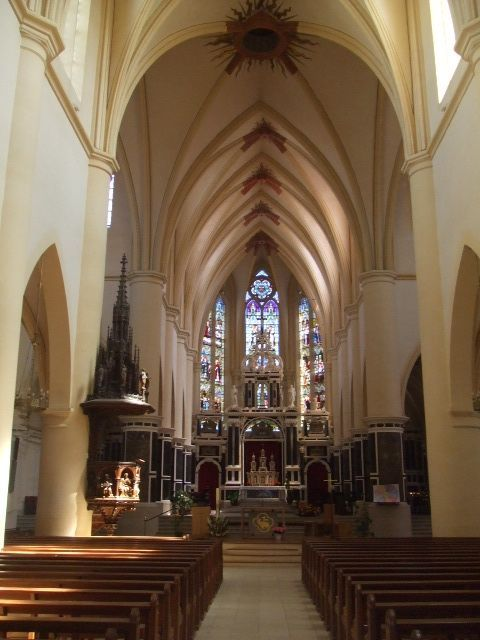
Abadía de Remiremont (interior)

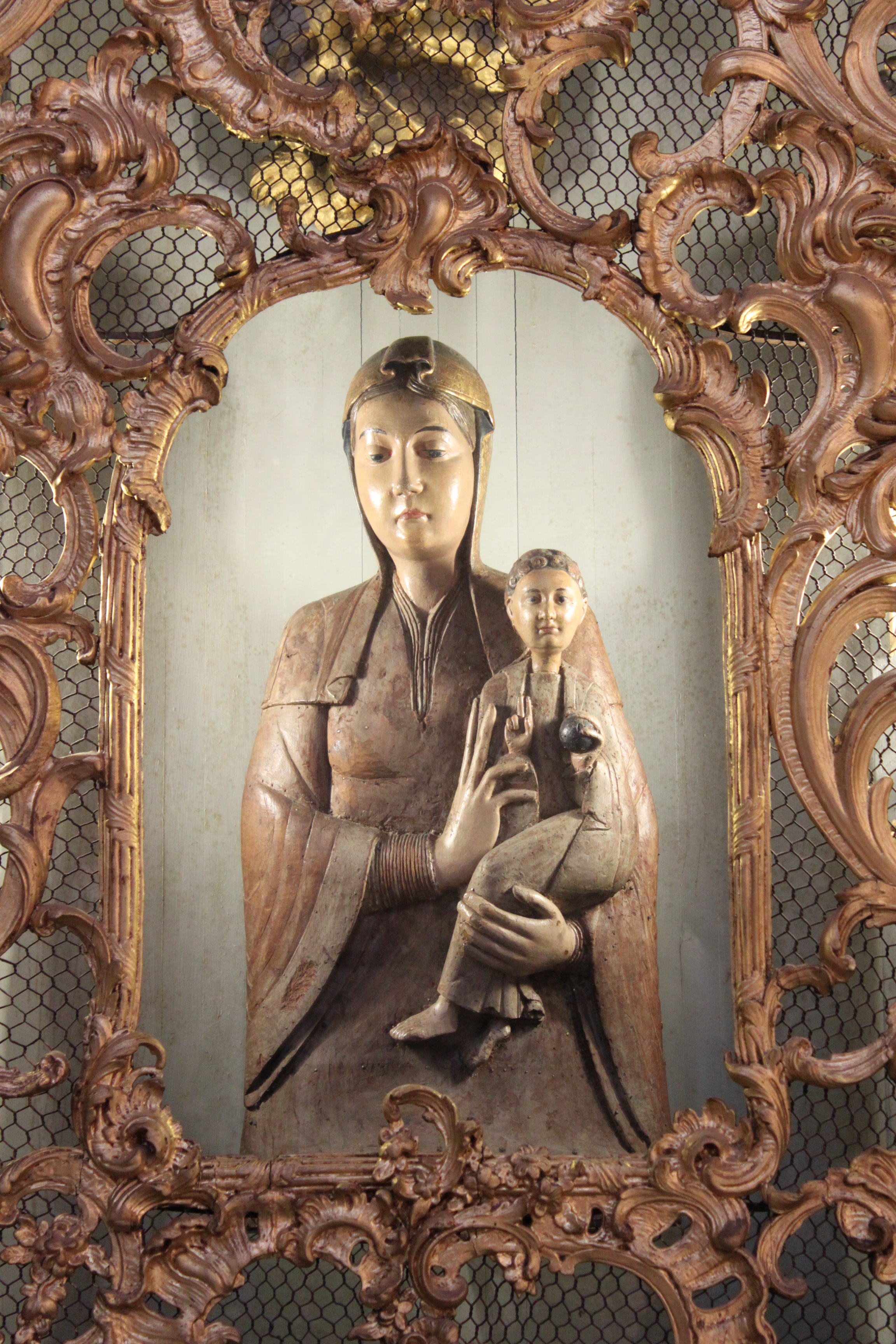
Nuestra Señora del Tesoro

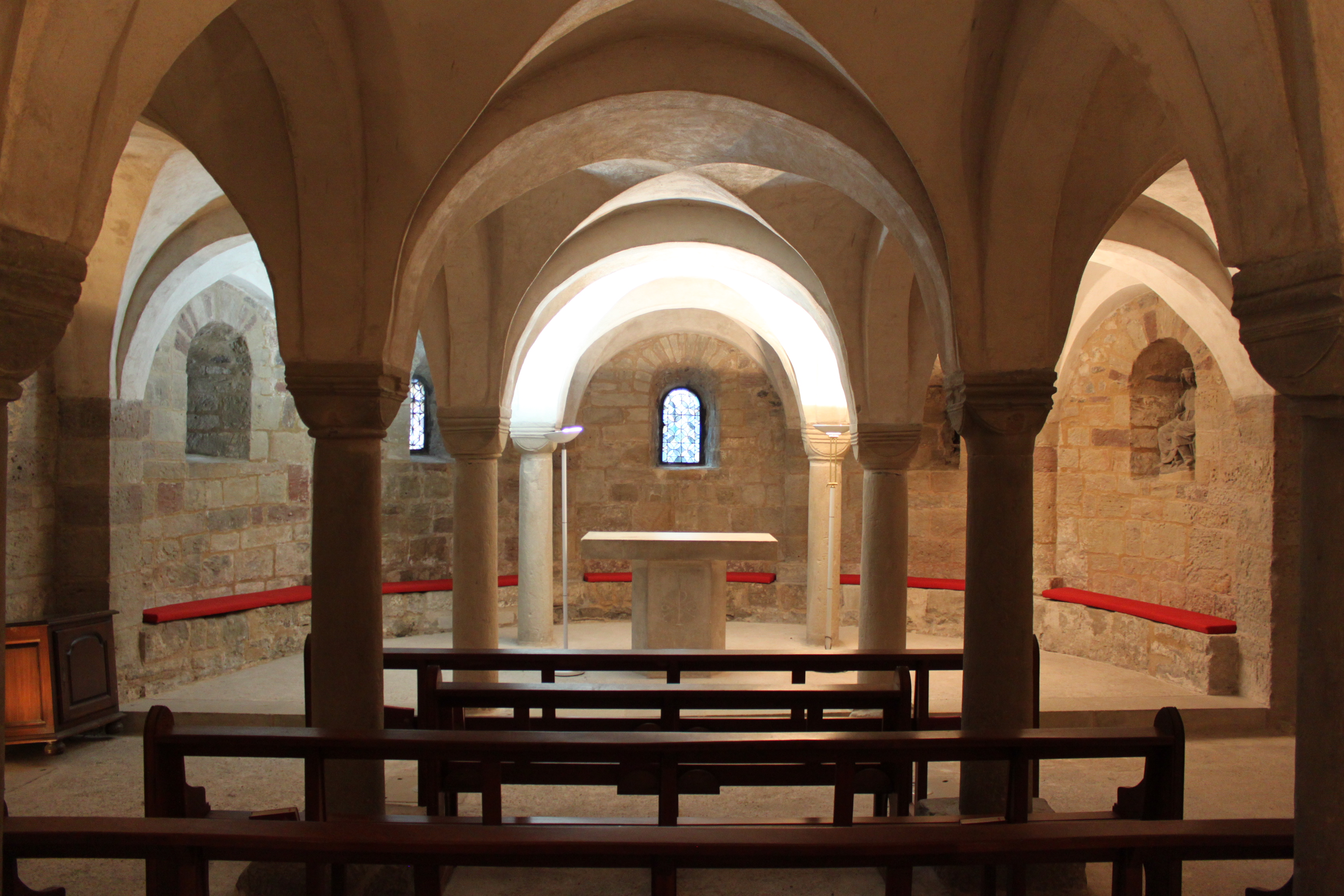
Cripta

## Las abadesas
Las abadesas eran elegidas por la comunidad entre las damas canonesas, y recibían su consagración únicamente de manos del papa.
Pasados los tiempos en los que primaba la santidad en el comportamiento, las abadesas pertenecían a la más alta nobleza de la región, familias cortesanas o incluso la propia familia real. Así, gracias a la intervención de su hermano,  Félicité Laure de Dombasle recibió en 1290 del emperador Rodolfo I una carta que convertía a la abadesa de Remiremont en princesa imperial.
En el siglo XVII, Catalina de Lorena no consiguió reformar la comunidad ni recuperar la observancia de la regla: fue la última abadesa que pronunció votos monásticos.

## Las damas canonesas
Colmadas de privilegios por los duques de Lorena, los emperadores germánicos y los reyes de Francia, las damas de Remiremont adquirieron un gran poder.
Las cincuenta canonesas eran elegidas entre las que podían demostrar su ascendencia noble con cuatro líneas de nobleza por parte de madre y otras tantas por parte de padre, es decir, 16 cuartos de nobleza que sumaban 64 en total. Para las familias nobles era un honor tener una hija canonesa (una hija del rey Enrique IV de Francia fue rechazada por falta de nobleza, ya que su madre, María de Médicis, descendía de una familia plebeya).

## Secularización
A finales del siglo XI comenzó la secularización de la abadía, que se completa en el siglo XII. Solo la abadesa pronuncia votos, las canonesas no toman más que votos temporales, y llevan ropa secular. Dejan los hábitos por «un fastuoso vestido gris perla, guarnecido de piel blanca, con una mantilla blanca en la cabeza». Las damas siguen teniendo derecho a elegir entre su privilegio y la vida libre, y están autorizadas a dejar el capítulo para casarse. Ya no viven en clausura, sino en casas particulares con abundante servicio doméstico. Cada dama elige una «sobrina» que la sustituirá en su momento.
El número de damas no sobrepasará nunca las 72 canonesas, y en el momento de comenzar la Revolución francesa, la abadía contaba con 32 damas y 21 sobrinas.
La guerra de los escudos de 1566 entre el duque de Lorena y la abadesa terminó a favor del duque: Carlos III impone la autoridad del estado loreno a la abadía de Remiremont, y la abadesa pierde su soberanía de facto.
Una de las abadesas fue Catalina de Lorena, que intentó reformar el monasterio y defendió con éxito sus tierras y a sus habitantes durante la Guerra de los Treinta Años. El puesto debía pasar a su sobrina, Margarita, pero se casó con Gastón, duque de Orleans. La segunda hija de la pareja, Isabel Margarita de Orleans, se convirtió en abadesa in commendam, al igual que la princesa Isabel Carlota de Lorena. También ocuparon el puesto Beatriz Jerónima de Lorena, María Cristina de Sajonia, hermana de la delfina María Josefa de Sajonia, y Ana Carlota de Lorena, tía de María Antonieta.
La última abadesa, bajo el Antiguo Régimen, fue Luisa Adelaida de Borbón, hija de Luis José, Príncipe de Condé. Fue priora del Monasterio del Temple hasta su muerte en 1824.
El 7 de diciembre de 1790 se votó la supresión del capítulo de Remiremont, en contra de algunas opiniones.